# Viewfield
Koordinaten: 49° 35′ 0″ N, 103° 4′ 0″ W
Viewfield ist ein Einschlagkrater in der kanadischen Provinz Saskatchewan.
Der Durchmesser des Kraters beträgt 2,5 Kilometer, sein Alter wird auf 190 ± 20 Millionen Jahre geschätzt. Auf der Erdoberfläche ist die Einschlagstruktur nicht sichtbar.